# Corpus Tibullianum
Corpus Tibullianum è il termine con cui si identifica l'insieme delle opere di Tibullo e degli altri poeti del cosiddetto "circolo di Messalla". Questa raccolta di elegie ed epigrammi risale al I secolo a.C. ed è di grande importanza per comprendere il clima letterario romano della prima età augustea.

## Struttura
I primi due libri contengono le elegie di Tibullo, mentre il terzo contiene componimenti di vari poeti minori, anonimi o coperti da pseudonimi, le cui identità sono impossibili da accertare.
Questo libro è definito più specificamente come Appendix Tibulliana, anche se alcuni editori, sulla falsariga di una suddivisione umanistica, considerano come "terzo libro" le sole elegie di Ligdamo, e intitolano "quarto libro" i componimenti successivi, dal Panegirico di Messalla compreso fino alla fine del Corpus.
Il terzo libro del Corpus Tibullianum comincia con 6 elegie dell'ignoto Ligdamo, molto probabilmente uno pseudonimo, di cui è stata proposta l'identificazione con lo stesso Tibullo, o addirittura con un giovane Ovidio: tuttavia l'identità di Ligdamo non è accertabile. Ligdamo è un buon dilettante, che riesce a sviluppare il discorso elegiaco senza scadere nel topico e nel banale, ma senza raggiungere i livelli degli elegiografi maggiori.
Il Panegirico di Messalla, poemetto di modesto valore risalente al 31-30 a.C., è l'unico componimento in esametri dell'intera raccolta, in cui il panegirista, ignoto, tesse lodi sperticate di Messalla come condottiero e come oratore.
La raccolta continua con 11 componimenti, suddivisibili in due gruppi, composti da un autore ignoto e da Sulpicia. Nei manoscritti si trovano in quest'ordine, benché sia chiaro che la composizione degli elegidia (dal greco, "piccole elegie") di Sulpicia sia cronologicamente precedente. Sulpicia, una nipote di Messalla, una delle poche poetesse note della letteratura latina, donna colta e di nobilissima famiglia, compose sei brevi componimenti in forma di messaggi amorosi rivolti a Cerinto, mostrando una certa immaturità stilistica ma una grande forza di sentimenti. I 5 componimenti di autore ignoto, forse lo stesso Tibullo, rielaborano i temi della storia d'amore di Sulpicia con una tecnica compositiva degna di un autore più esperto.
Chiudono il Corpus una elegia e un epigramma generalmente attribuiti a Tibullo, nei quali si affrontano i temi della dichiarazione d'amore e del tradimento.

## Temi
La poesia d'amore di Tibullo non nasce dalla passione né da un'autentica esperienza di vita, come in Catullo, ma è frutto della fantasia del poeta. Delia è una figura evanescente, donna tenera e gentile che però è anche incostante, infedele ed altera; l'amore per Nemesi appare invece più sensuale. Il poeta esprime sempre sogni, illusioni, delusioni, desideri, timori del proprio animo. Ad esempio, nella terza elegìa del primo libro, Tibullo, al pensiero della morte, sogna una vita beata nei Campi Elisi, fra danze, canti, canti di uccelli e campi fioriti. All'Averno immagina che vadano i suoi nemici e rivali in amore. Ritorna qui anche il sogno idillico ed elegiaco dell'età dell'oro, più volte ricorrente nella sua produzione lirica.